# Église Saint-Pierre de Blesle
Pour les articles homonymes, voir Église Saint-Pierre.
L'église Saint-Pierre de Blesle est une ancienne collégiale de style roman auvergnat située sur la commune de Blesle, dans le département de la Haute-Loire, en France.

## Historique
Une lettre de l'abbesse Florence adressée au pape Urbain II nous renseigne qu'Ermengarde, comtesse d'Auvergne, mère de Guillaume le Pieux et fondateur de l'ordre de Cluny, décida d'ériger entre 849 et 885, un monastère de femmes. C'est la raison pour laquelle cette ancienne abbaye fut autorisée par le Saint-Siège sous le vocable de saint Pierre.
L'édifice est classé au titre des monuments historiques en 1907.

## Galerie

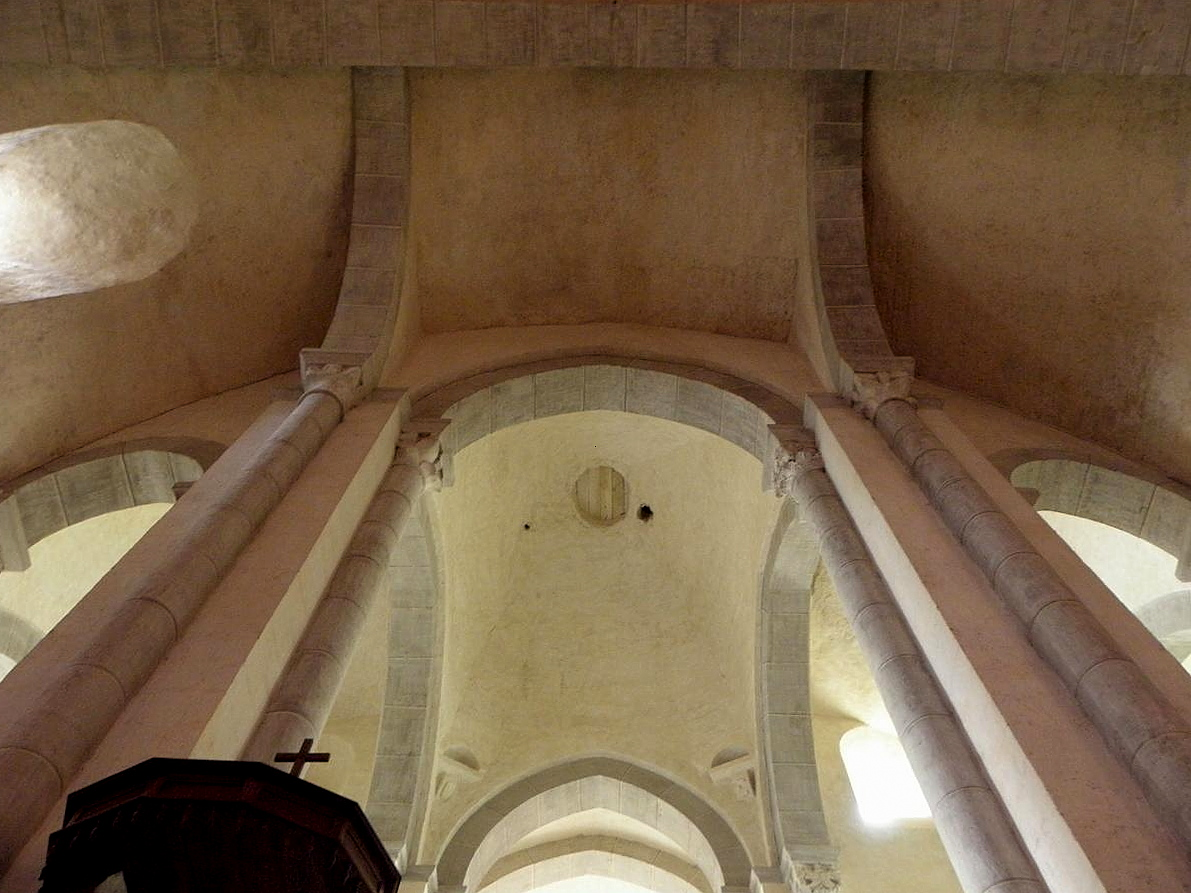
Intérieur de l'abbatiale.
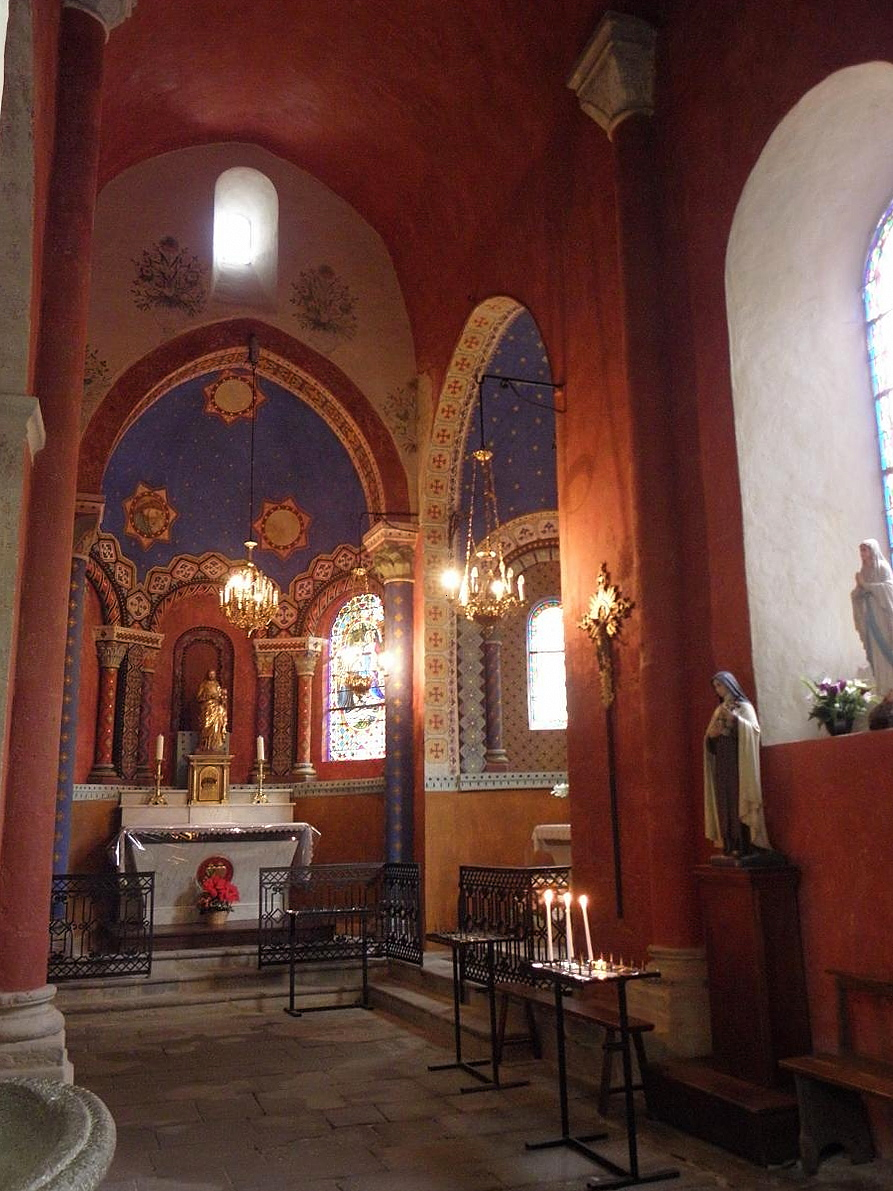
Intérieur de l'abbatiale.
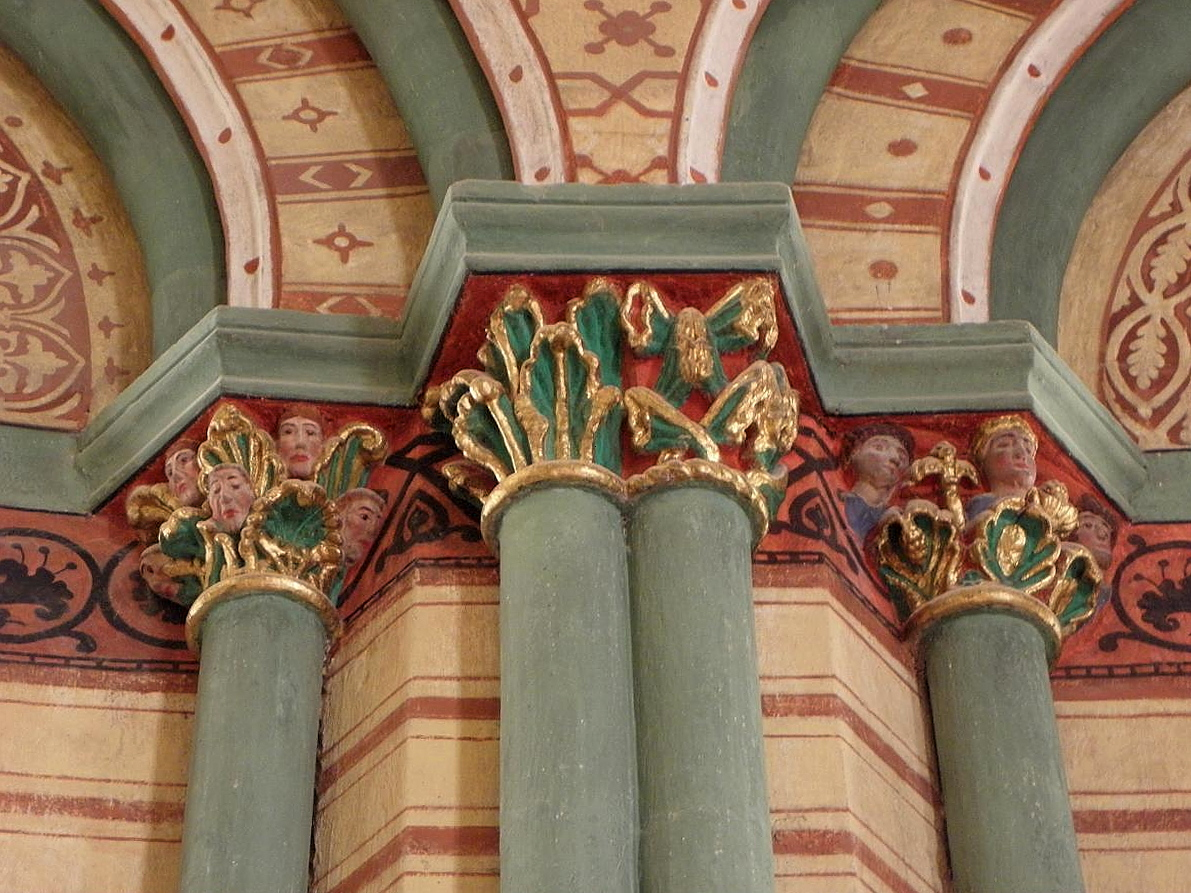
Chapiteaux.
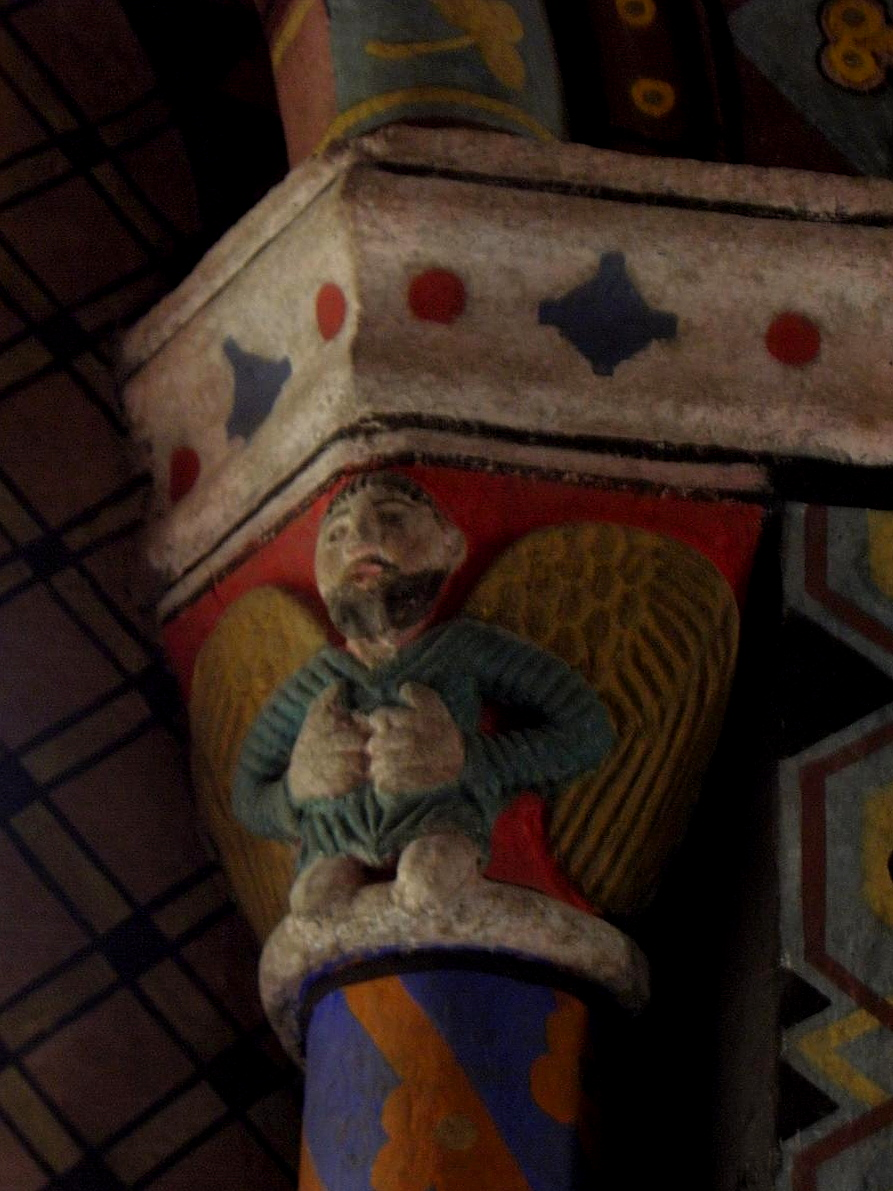
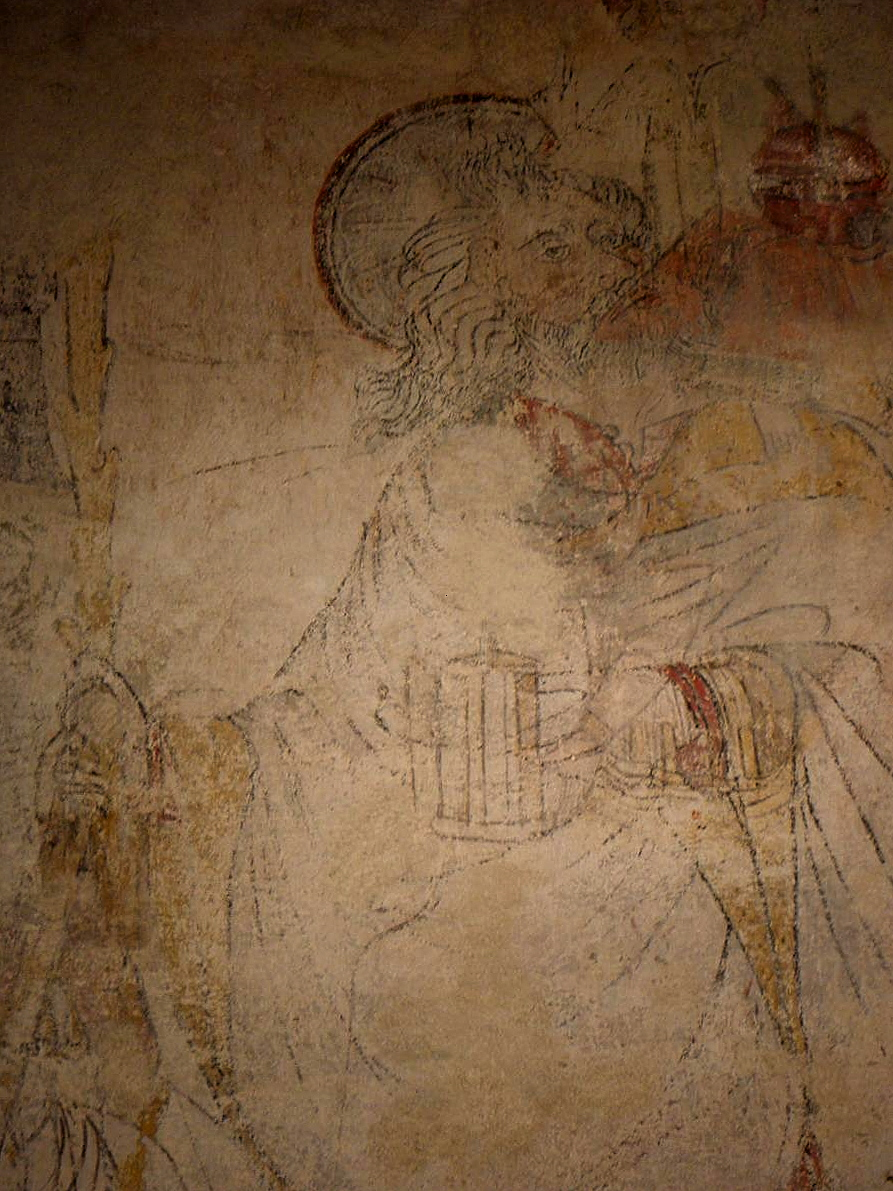
Peinture murale.
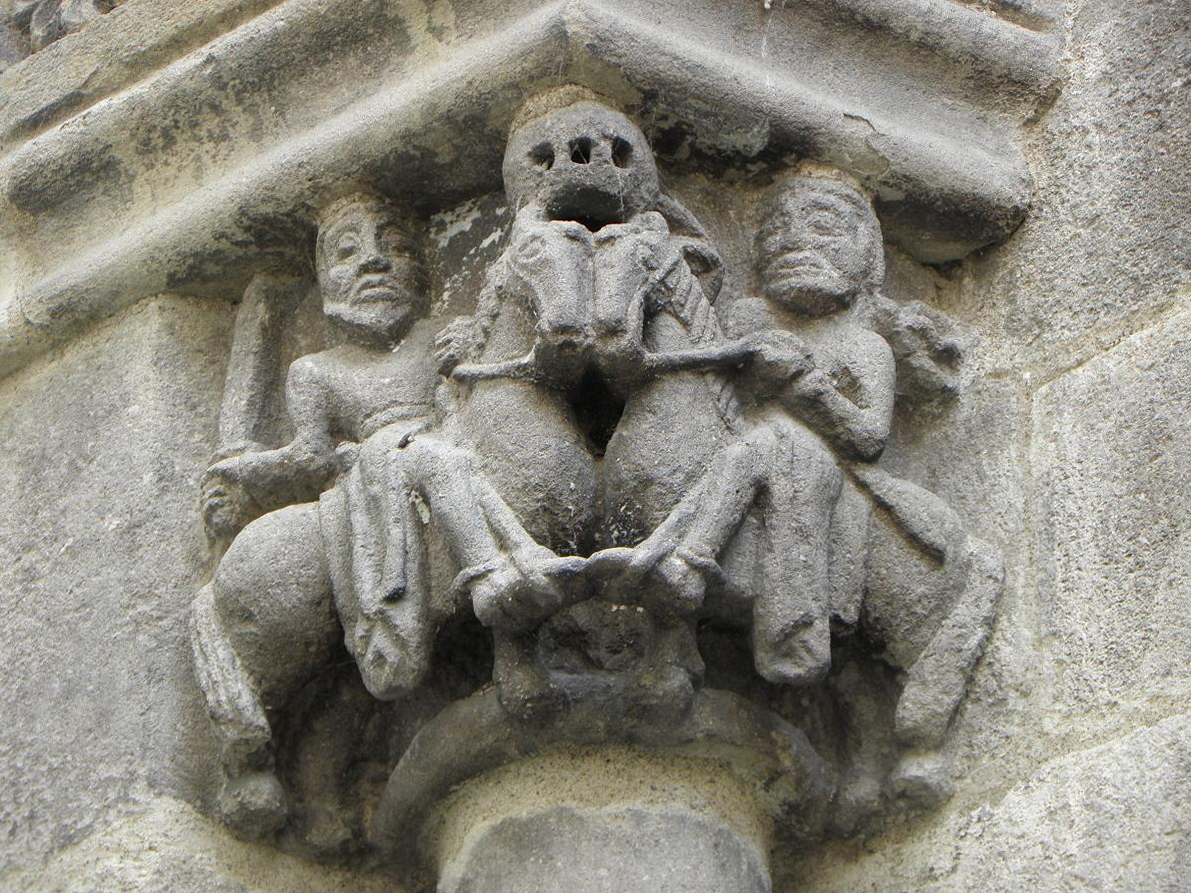
Cavaliers affrontés (chapiteau d'une fenêtre nord)
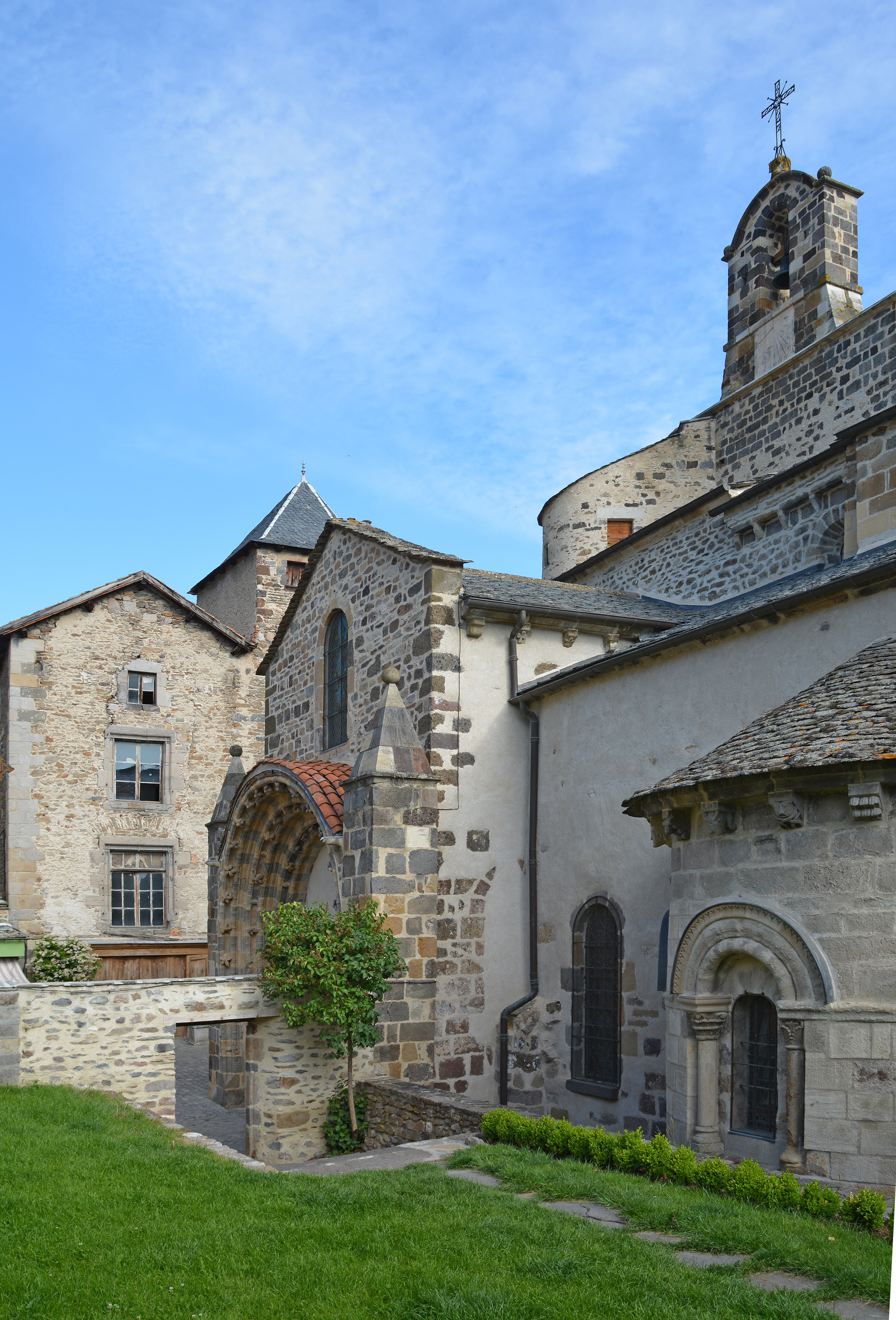
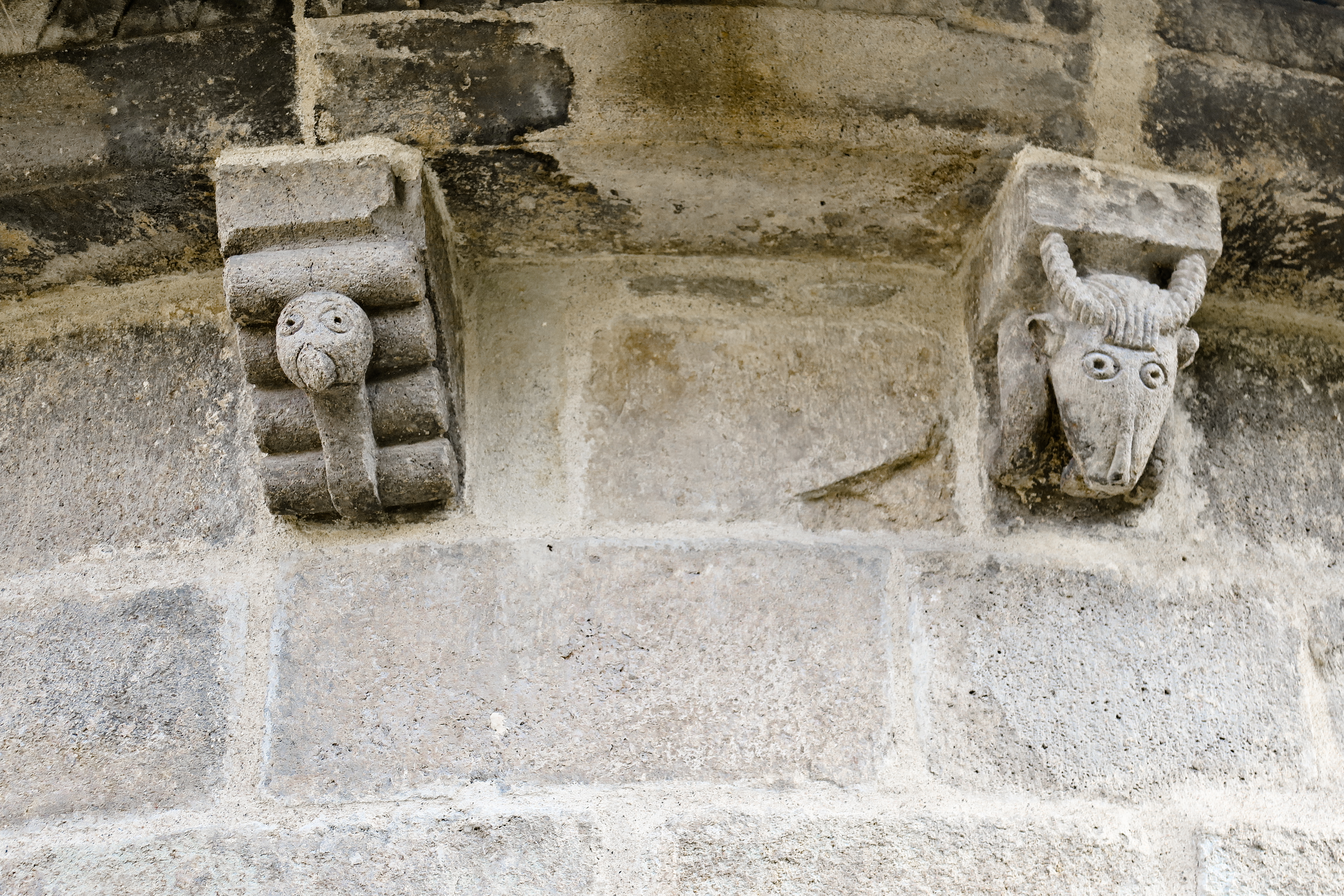
Modillons
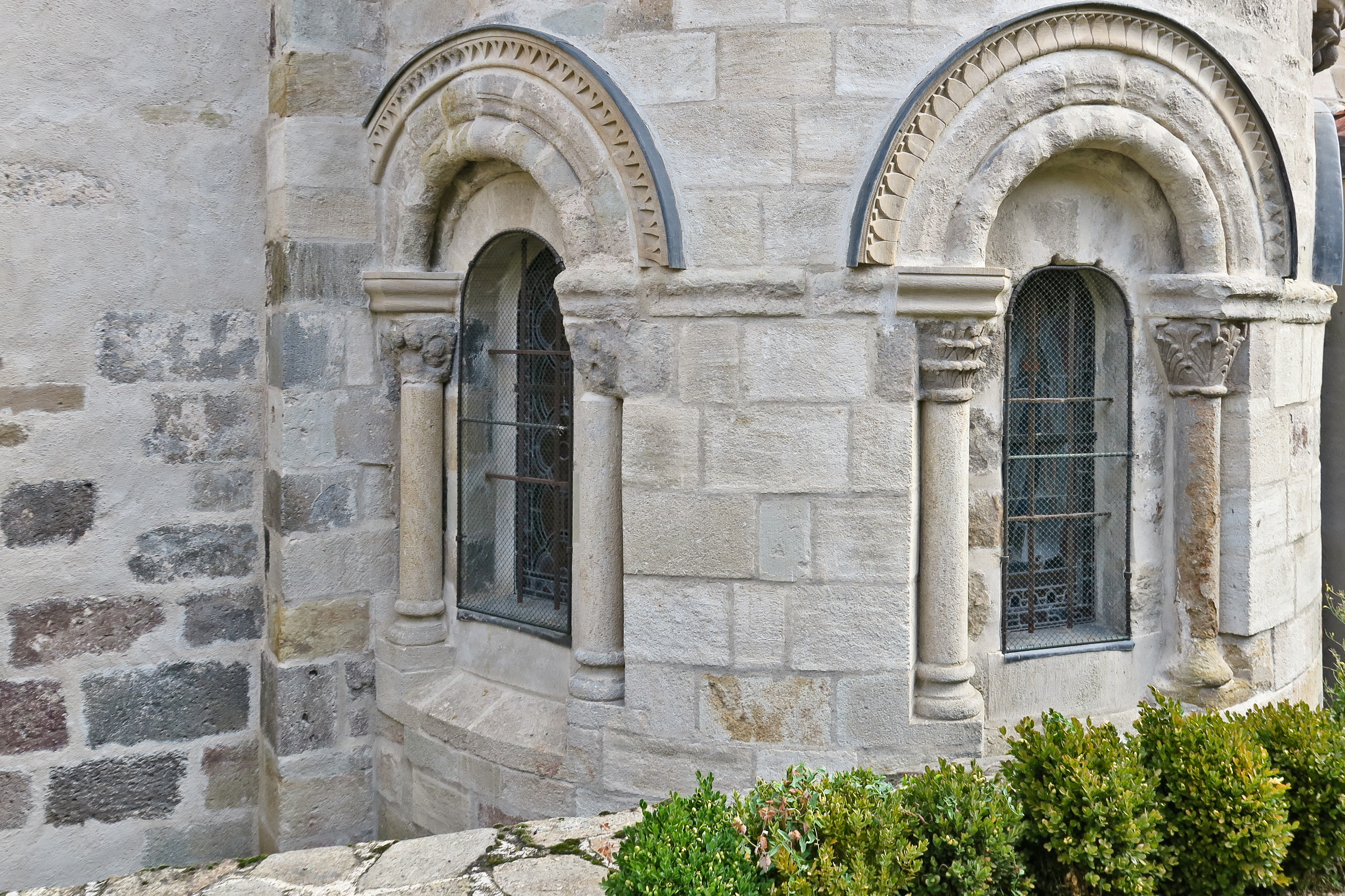
Transept
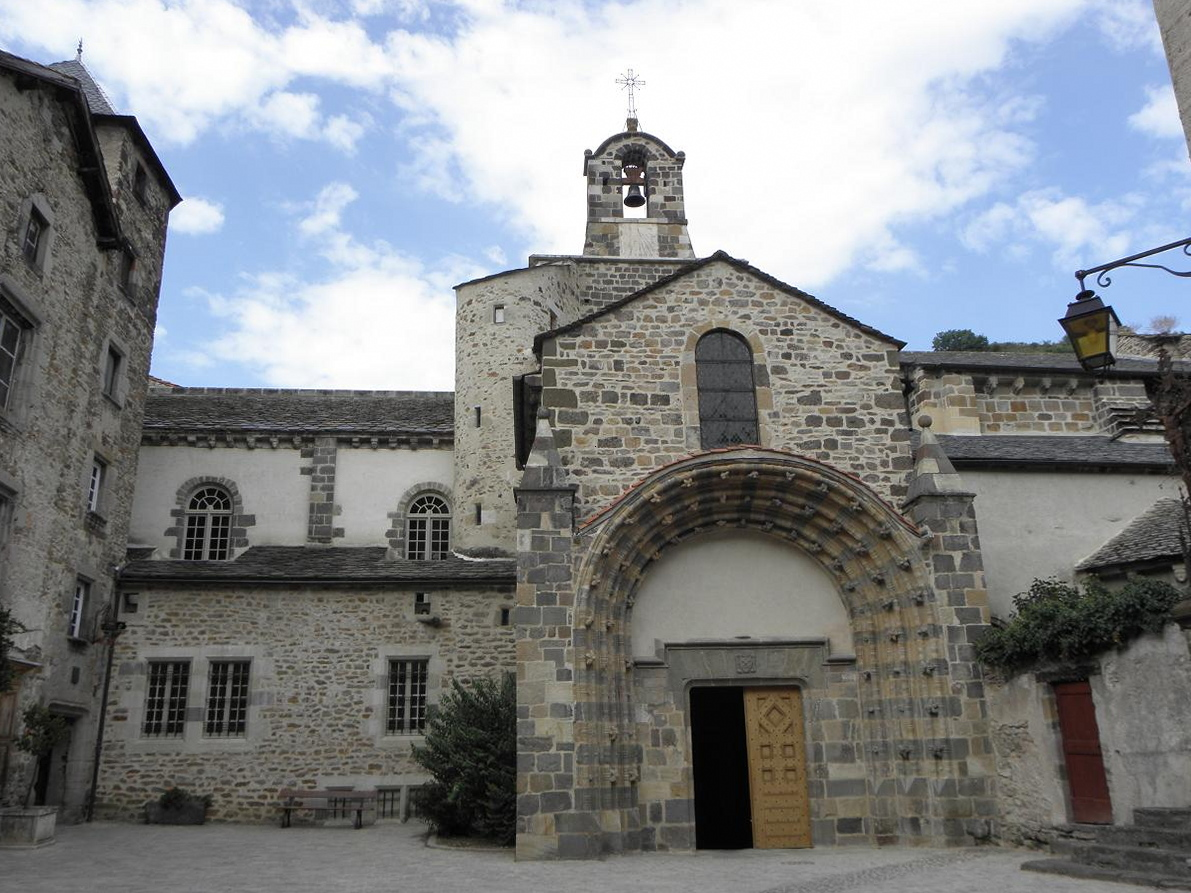
Entrée méridionale.